# 28 de julho nos Jogos Olímpicos de Verão de 2012
28 de julho de 2012 nos Jogos Olímpicos de Verão de 2012 foi o quarto dia de competições. Serão disputadas 45 provas em 18 esportes, sendo entregues 12 jogos de medalhas.

## Esportes
| - Badminton - Basquetebol - Boxe - Ciclismo - Esgrima | - Futebol - Ginástica - Halterofilismo - Handebol - Hipismo | - Judo - Natação - Remo - Tênis | - Tênis de mesa - Tiro com arco - Voleibol - Voleibol de praia |

## Campeões do dia
| Modalidade     | Evento                       | Atleta(s) | País               | Recorde                             | Ref.   |
| -------------- | ---------------------------- | --- | ------------------ | ----------------------------------- | ------ |
| Ciclismo       | Corrida em estrada masculina | Alexandr Vinokurov                                                                                                   | KAZ Cazaquistão    |                                     | [ 2 ]  |
| Esgrima        | Sabre individual feminino    | Elisa Di Francisca                                                                                                   | ITA Itália         |                                     | [ 3 ]  |
| Halterofilismo | Até 48 kg feminino           | Mingjuan Wang | CHN China          |                                     | [ 4 ]  |
| Judô           | Até 60 kg masculino          | Arsen Galstyan | RUS Rússia         |                                     | [ 5 ]  |
| Judô           | Até 48 kg feminino           | Sarah Menezes | BRA Brasil         |                                     | [ 6 ]  |
| Natação        | 400 m medley masculino       | Ryan Lochte | USA Estados Unidos |                                     | [ 7 ]  |
| Natação        | 400 m livre masculino        | Sun Yang | CHN China          | Recorde asiático · Recorde olímpico | [ 8 ]  |
| Natação        | 400 m medley feminino        | Ye Shiwen | CHN China          | Recorde mundial                     | [ 9 ]  |
| Natação        | 400 m medley feminino        | Alicia Coutts Cate Campbell Brittany Elmslie Melanie Schlanger Emily Seebohm[EL] Yolane Kukla[EL] Libby Trickett[EL] | AUS Austrália      | Recorde olímpico                    | [ 10 ] |
| Tiro           | Pistola de ar 10 m masculino | Jin Jong-oh | KOR Coreia do Sul  |                                     | [ 11 ] |
| Tiro           | Carabina de ar feminino      | Yi Siling | CHN China          |                                     | [ 12 ] |
| Tiro com arco  | Equipes masculinas           | Michele Frangilli Marco Galiazzo Mauro Nespoli                                                                       | ITA Itália         |                                     | [ 13 ] |

- EL. ^ Participaram apenas das eliminatórias, mas receberam medalhas

## Líderes do quadro de medalhas ao final do dia
| Ordem | País               | Medalha de ouro | Medalha de prata | Medalha de bronze |   |
| ----- | ------------------ | --------------- | ---------------- | ----------------- | - |
| 1     | CHN China          | 4               |                  | 2                 | 6 |
| 2     | ITA Itália         | 2               | 2                | 1                 | 5 |
| 3     | USA Estados Unidos | 1               | 2                | 2                 | 5 |
| 4     | BRA Brasil         | 1               | 1                | 1                 | 3 |
|       | KOR Coreia do Sul  | 1               | 1                | 1                 | 3 |
| 6     | AUS Austrália      | 1               |                  |                   | 1 |
|       | KAZ Cazaquistão    | 1               |                  |                   | 1 |
|       | RUS Rússia         | 1               |                  |                   | 1 |
| 9     | JPN Japão          |                 | 2                | 1                 | 3 |
| 10    | ROM Romênia        |                 | 1                |                   | 1 |
|       | COL Colômbia       |                 | 1                |                   | 1 |
|       | POL Polônia        |                 | 1                |                   | 1 |
|       | NED Países Baixos  |                 | 1                |                   | 1 |

Legenda
| Recorde mundial      | Recorde mundial (World record)               |                       | Recorde africano                      | Recorde africano (African) |                                           | Q | Classificado por posição (Qualified) |
| Recorde olímpico     | Recorde olímpico (Olympic record)            | Recorde da América    | Recorde da América (Americas)         | q                          | Classificado por melhor tempo (Qualified) |   |                                      |
| Melhor marca do ano  | Melhor marca do ano (World leading)          | Recorde asiático      | Recorde asiático (Asian)              | DNS                        | Não largou (Did not start)                |   |                                      |
| Recorde nacional     | Recorde nacional (National record)           | Recorde europeu       | Recorde europeu (European)            | DNF                        | Não terminou (Did not finish)             |   |                                      |
| Recorde pessoal      | Recorde pessoal do atleta (Personal best)    | Recorde da Oceania    | Recorde da Oceania (Oceania)          | DSQ / DQ                   | Desclassificado (Disqualified)            |   |                                      |
| Recorde da temporada | Recorde da temporada do atleta (Season best) | Recorde sul-americano | Recorde sul-americano (South America) | NM                         | Sem marca (No mark)                       |   |                                      |